# Brand management
Brand management je oblast řízení zaměřující se na téma značky.

## Definice
Slovník marketingové komunikace definuje značku jako „jméno, slovo, skupinu slov, symbol, design, či jiný prvek anebo kombinace více prvků, které identifikují produkt konkrétní firmy a odliší ho od konkurence“. O něco přesnější je definice Americké marketingové asociace: „Značka je jméno, název, znak, výtvarný projev nebo kombinace předchozích prvků. Jejím smyslem je odlišení zboží nebo služeb jednoho prodejce nebo skupiny prodejců od zboží nebo služeb konkurenčních prodejců.“ Lepší, i když složitější, vymezení značky přináší Keller: „Značka je produktem, ale takovým produktem, který dodává další dimenze, jež značku odlišují od ostatních produktů vytvořených k uspokojení téže potřeby.“ Působnost značky je pak mnohem širší, jak upozorňuje Olins, vztahuje se jednak na výrobky a služby, ale i na obchody, osobnosti, místa, (neziskové) organizace, sportovní kluby nebo myšlenky.  
Brand management je oblast řízení zaměřující se na téma značky. Podle Kevina L. Kellera se zabývá především těmito třemi otázkami:
- Jak vytvářet hodnotu značky?
- Jak měřit hodnotu značky?
- Jak využít hodnotu značky pro rozvoj podnikání? [3]

## Historie
Počátek moderního řízení značky se spojuje s USA po roce 1860, kdy lze tuto dobu označit jako „období silného velkoobchodu“. Velkoobchodníci tehdy měli rozhodující postavení v hodnotovém řetězci a tak mohli vyžadovat po dodavatelích a výrobcích snižování cen. Reakcí na tento tlak velkoobchodníků bylo rozhodnutí některých výrobců odlišit své výrobky a získat tím konkurenční výhodu. Odlišení bylo za pomoci označení názvu výrobku, symbolem či patentovou ochranou. V této době vznikaly značky jako Coca-Cola, Levi´s, Budweiser a další.
Řízení značky se postupně rozvíjelo v souladu s rostoucími nároky. Do budování značky se různými způsoby zapojovali výrobci, velkoobchody, maloobchody i spotřebitelé. Pro výrobce bylo důležité získat zpětnou vazbu o tom, jak je značka vnímána. Obchodníci tedy začali hrát roli tzv. „spolutvůrce značky.“ Bylo důležité představit značku spotřebiteli jako zcela unikátní a vybudovat věrnost značce.
Standardy samotného brand managementu se ustálily v období 1946 – 1965, kdy byl velký rozmach využívání marketingového výzkumu, jenž vytvořil informační bázi pro tuto disciplínu. V 80. a 90. letech minulého století se před řízením značek objevují nové úkoly. A to z toho důvodu, že se zásadním způsobem mění podmínky, v nichž značka funguje. Mezi nejvážnější změny patří obtížná diferenciace výrobků, růst obchodních značek, růst výdajů na podporu prodeje nebo intenzivní konkurence. Reakcí na tyto změny vzniklo pojetí pro moderní řízení značky. Hlavní úlohou bylo přidat hodnotu produktu, udržovat diferenciační výhodu značky a rozvíjet tzv. „značkové myšlení."

## Strategické řízení značky
Pod pojmem strategické řízení značky je možné si představit design a zavedení marketingových programů a aktivit, jejichž účelem je vybudování a řízení hodnoty značky. Samotný proces strategického řízení je vymezen v následujících čtyřech krocích:
1. identifikace a stanovení positioningu a hodnot značky,
2. plánování a implementace marketingových programů a značky,
3. měření a interpretace výkonnosti značky,
4. zvyšování a udržování hodnoty značky.[3]

### Identifikace a stanoveni positioningu a hodnot značky
Positioning lze zkráceně interpretovat jako snaha přesvědčit zákazníky o výhodách značky ve srovnání s konkurenty a přitom snížit jejich pozornost od potenciálních nevýhod. Jde o nalezení vhodné pozice značky v očích zákazníka. Do positiongu je obvykle zahrnován popis základních hodnot značky a její mantra. Za základní hodnoty značky jsou považovány její vlastnosti a výhody, kterými je značka charakteristická. Mantru značky lze označit jako výraz o třech až pěti slovech, které vyjadřují základní charakteristiky a rysy značky. Dobrý positioning značky je nápomocen při tvorbě marketingové strategie především z důvodu vysvětlení proč je značka jedinečná a proč by ji měli zákazníci dát přednost před konkurenční.

### Plánování a implementace marketingových programů značky
Pro proces budování hodnoty značky jsou důležité tři faktory:
1. prvotní volba prvků značky, kterými je značka tvořena,
2. marketingové aktivity, marketingové programy a způsob jak je do nich značka začleňována,
3. další nepřímá spojení, např. značka je spojena se společností, zemí původu nebo jinou značkou.[3]

### Měření a interpretace výkonnosti značky
Měření a interpretace výkonnosti značky je důležitá pro porozumění efektivnosti marketingových programů. K tomuto účelu je vhodné zavést systém měření hodnoty značky, což představuje skupinu výzkumných postupů sestavených tak, aby včas podávaly plnohodnotné informace marketérům, kteří pak budou na ně schopni adekvátně reagovat.

### Zvyšování a udržování hodnoty značky
Dobrý design a zavedení marketingových programů, které vychází z dobře naplánovaného positioningu značky, jsou základem pro silné vedení značky. Řízení hodnoty značky souvisí mimo jiné s aktivitami jako pochopení jak by měla strategie odrážet zájem podniku, jak by se měla přizpůsobovat v čase, v závislosti na geografických podmínkách a segmentech trhu.

## Ochrana značky
Právní řád umožňuje ochranu označením, díky které se výrobky odlišují jeden od druhého. Obchodní označení výrobku, které je základním prvkem odlišující jeden produkt od druhého, umožňuje zákazníkovi rozlišit kvalitní výrobek od nekvalitního a případně výrobek v budoucnu vyhledat či se ho naopak vyvarovat. Samotní kvalitní výrobci a prodejci tak mají eminentní zájem na tom, aby jejich zboží bylo dostatečně odlišené od konkurenčních výrobků a spotřebitelé jej bezpečně poznali. Zájem poznat konkrétní zboží mají i spotřebitelé, kteří si raději koupí prověřený a kvalitní výrobek místo nahodilého kupování nevyzkoušeného výrobku. Právě tímto odlišením časem dochází k omezení nákupu nekvalitního nebo například příliš drahého zboží.
Budování určitého povědomí o označení výrobku či služby u spotřebitelů je však časově a ekonomicky náročné. Označení lze mezi spotřebiteli budovat i pomocí reklamních kampaní. Při nedostatku finančních prostředků lze pozitivní povědomí o značce budovat dlouhodobou a bezproblémovou přítomností na trhu.
Na druhé straně, konkurent může mít zájem prodat svůj neznámý či přímo nekvalitní výrobek spotřebiteli s minimálními náklady na propagaci. Jedním ze způsobů, jak toho docílit, je prodávat své výrobky pod označením výrobků známé a úspěšné značky. V dalším případě se konkurent může snažit své označení či výrobek imitovat tak, aby byl co nejvíce podobný značkovému výrobku a mátl tak spotřebitele při nákupu.
Zejména díky chránění veřejného zájmu a také investic podnikatelů umožňují zákony chránit značku, název či např. tvar obalu několika způsoby.
Jedním ze způsobů je Ochranná známka. Jedná se o označení, které je zapsáno v rejstříku ochranných známek Úřadu průmyslového vlastnictví či obdobné instituci. Ochrannou známkou může být jakékoli grafické označení, slovo, fráze, tvar výrobku či obal.
Dalším způsobem, jak chránit označení svých výrobků je tzv. Průmyslový vzor, který zajišťuje právní ochranu designu výrobku. Jedná se například o vzhled výrobku, zejména jeho linie, obrysy, barvy, tvar, materiál nebo zdobení. 